# Tøjhuset (Fredericia)
 For alternative betydninger, se Tøjhuset. (Se også artikler, som begynder med Tøjhuset)
Tøjhuset  er et kulturhus i Gothersgade i Fredericia  der fungerer  som koncertsal og udstillingshus. Tøjhuset er et spillested for både den rytmiske og klassiske  musik. Stedet har plads til 400 stående og 200 siddende og har også mulighed for cafearrangementer for 80 personer. Arrangementsprofil er bred og spænder fra rock til jazz og blues, samt klassiske koncerter, og der afholdes omkring 200 arrangementer årligt.